# Zálesí (Javorník)
Zálesí (do roku 1948 Valdek, něm. Waldek, Waldeck, pol. Zalesie) je osada (místní část) města Javorník. Nachází se v Rychlebských horách, 6 km jihozápadně od Javorníka.

## Název
Původní název vesnice byl německý Waldeck - "kout lesa". V češtině se užívalo totéž jméno, teprve po druhé světové válce bylo zavedeno Zálesí podle polohy vsi vzhledem k Javorníku.

## Historie

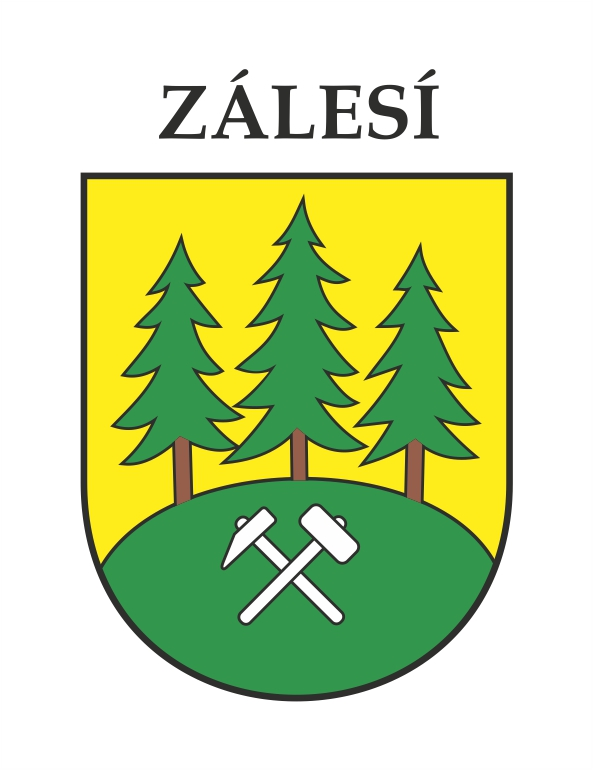

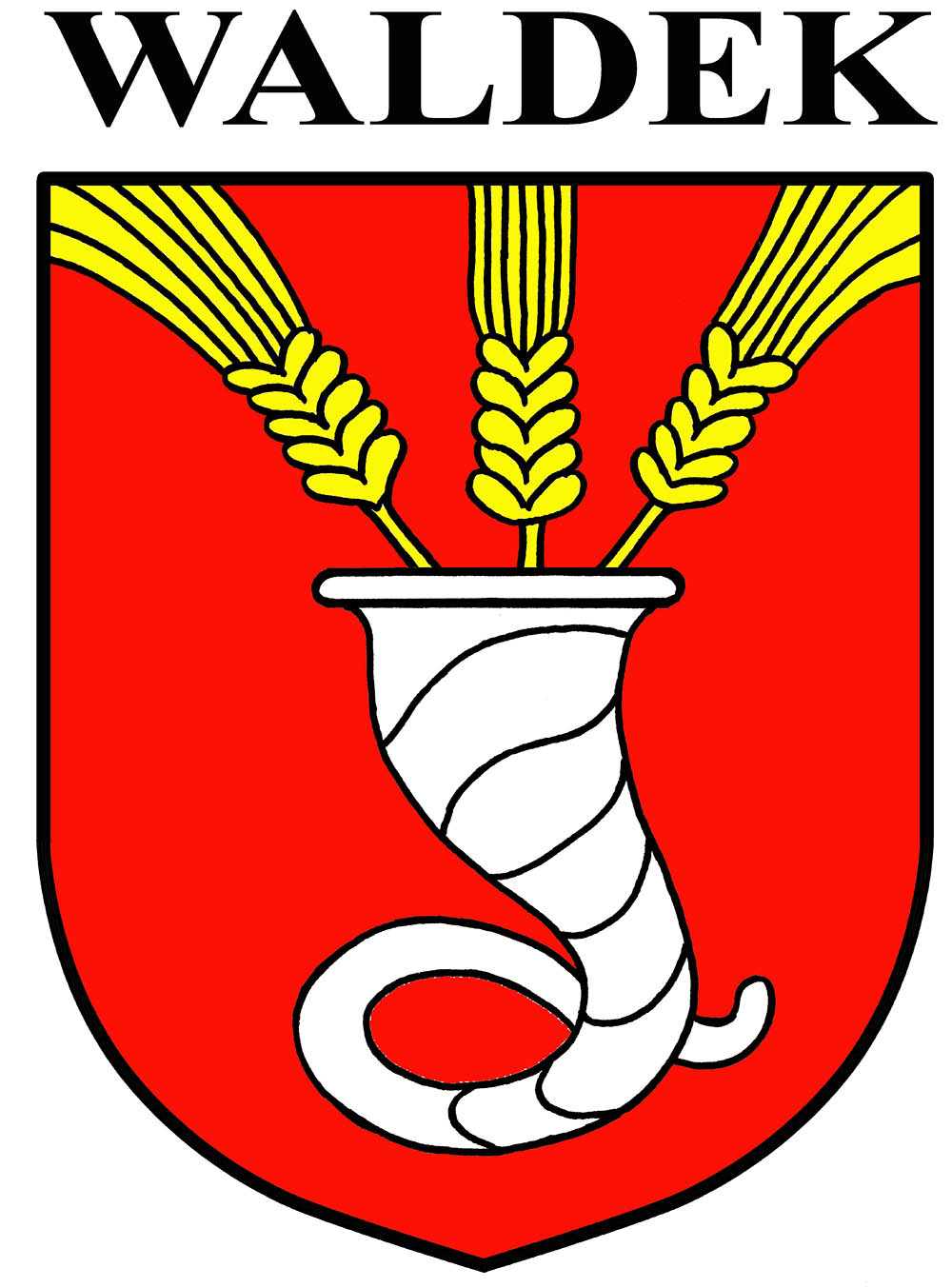
starý znak obce Waldek do r. 1946, v Německu užívaný krajanskými spolky dodnes.

Zálesí vzniklo za druhé, raně novověké kolonizace prováděné vratislavskými biskupy v 16. století; je zmiňováno poprvé roku 1562 (pod jménem Waldeg) a roku 1585 zde již bylo 25 selských a 5 zahradnických usedlostí. Až do konce patrimoniální správy roku 1850 patřilo k panství Jánský Vrch vratislavského biskupství. Ve vsi existovalo fojtství (šoltézství), ale nikoli lenní jako v řadě jiných vsí na Jesenicku. Roku 1637 byli zdejší obyvatelé osvobozeni od robot. V roce 1751 byl v obci vystaven kostel sv. Barbory, u něhož byla roku 1785 zřízena i římskokatolická farnost. Poté, co se obec ocitla roku 1742 na státní hranici s Pruskem, počet jejích obyvatel se do 19. století nezvyšoval. Místní se živili vedle málo výnosného zemědělství především dřevařstvím a domácím předením lnu. Roku 1831 navštívila vesnici epidemie cholery.
V 19. století existovaly na Zálesí dvě vápenky, které však po roce 1900 zanikly. Lom na vápenec přestal být využíván za první republiky, čedičový lom v 50. letech 20. století. Pokusy o těžbu železné rudy na začátku 20. století nebyly úspěšné. Avšak v létě 1957 bylo na úpatí Prostředního vrchu nalezeno ložisko smolince, které začal v roce 1958 těžit podnik Jáchymovské doly-závod Javorník. Postupně byly vybudovány tři úvodní štoly otvírající tři horní těžební patra a slepá jáma na hlubší 4. a 5. patro. Ložisko bylo po deseti letech těžby vyhodnoceno jako nebilanční a těžba byla v roce 1968 ukončena. Celkově zde bylo vytěženo 405,3 tun uranové rudy.
Pohraniční poloha Zálesí brzdila jeho rozvoj již od roku 1742, a tím spíše za komunistického režimu. Po druhé světové válce bylo jen málo dosídleno a podléhalo postupné zkáze. Namísto 91 domů napočtených roku 1811 a 108 domů roku 1930 jich je nyní (2001) ve vsi jen 25. Již roku 1950 byla dosud samostatná obec přičleněna jako osada k obci Travná a spolu s ní roku 1960 připojena k Javorníku. V letech 1976-2002 - době největší redukce obyvatelstva - nebylo Zálesí uváděno ani jako jeho místní část. Tečkou za zanedbáním obce bylo roku 1989 zboření barokního farního kostela sv. Barbory. Nyní slouží ves především k rekreaci.

### Vývoj počtu obyvatel
Počet obyvatel Zálesí podle sčítání nebo jiných úředních záznamů:
| Rok            | 1811 | 1836 | 1869 | 1880 | 1890 | 1900 | 1910 | 1921 | 1930 | 1939 | 1947 | 1950 | 1961 | 1970 | 1980 | 1991 | 2001 |
| -------------- | ---- | ---- | ---- | ---- | ---- | ---- | ---- | ---- | ---- | ---- | ---- | ---- | ---- | ---- | ---- | ---- | ---- |
| Počet obyvatel | 476  | 614  | 604  | 615  | 598  | 554  | 505  | 474  | 456  | 455  | 135  | 51   | 54   | 25   | 11   | 7    | 20   |

1. ↑  z toho: 2 Čechoslováci, 448 Němců; 456 řím. kat.

Na Zálesí je evidováno 43 adres : 15 čísel popisných (trvalé objekty) a 28 čísel evidenčních (dočasné či rekreační objekty). Při sčítání lidu roku 2001 zde bylo napočteno 25 domů, z toho 7 trvale obydlených.

## Zajímavosti

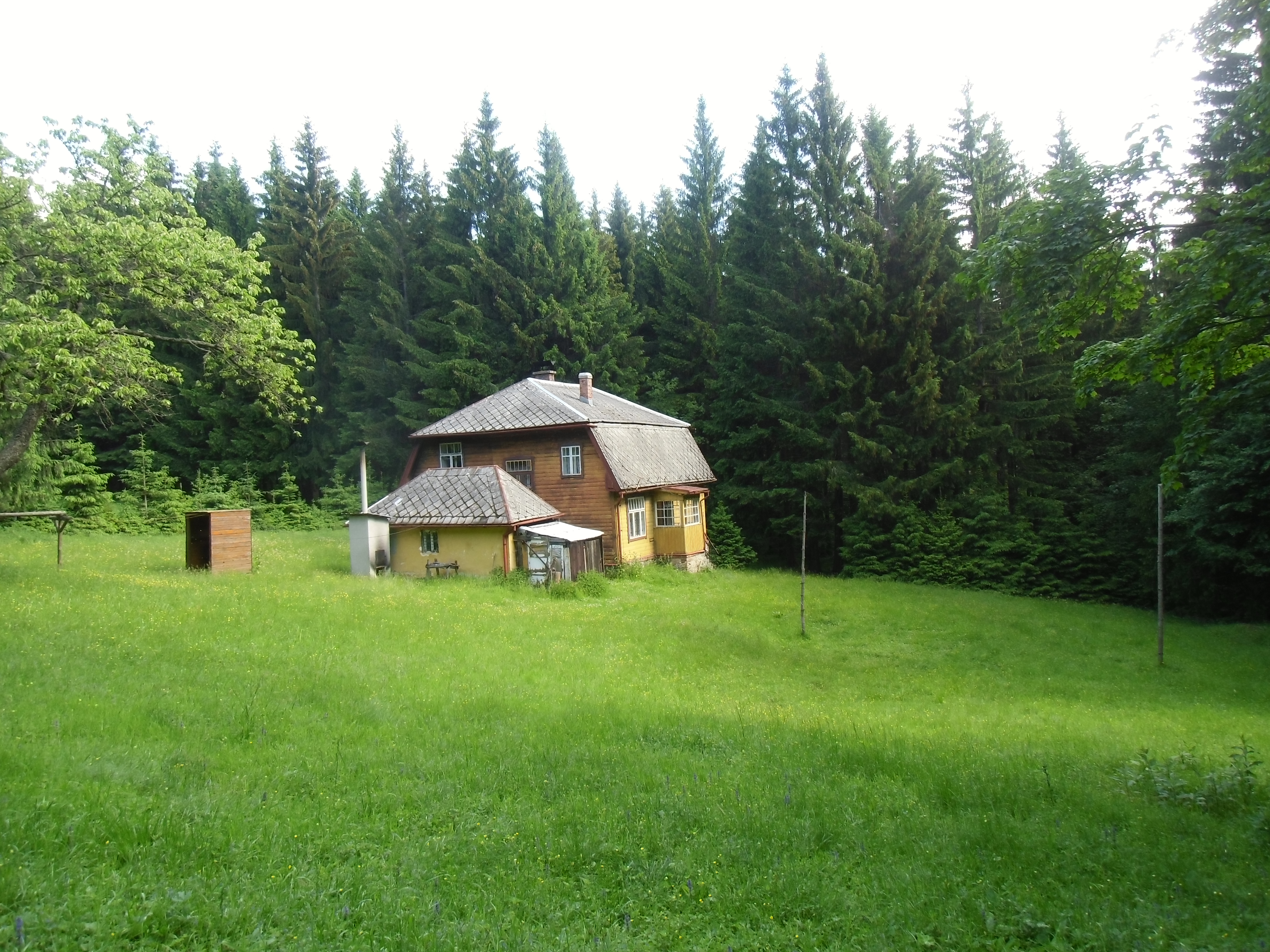
Bývalá celnice v Černém koutě

- Kaplička pod Čedičovým vrchem (web minigalerie v kapličce)
- Minimuzeum historie obce v místní márnici (webové stránky muzea Archivováno 12. 8. 2020 na Wayback Machine.)
- Pec na pálení vápence
- Místo bývalé stanice finanční stráže v tzv. Černém koutě (Schwarzberg)
- Šachty bývalého uranového dolu, unikátní mineralogické naleziště asi 140 různých druhů nerostů[10]
- Přírodní rezervace Račí údolí - lesní porost pralesovité povahy, který je se širším okolím součástí evropsky významné lokality Rychlebské hory - Račí údolí